# Distretto di Gaziemir

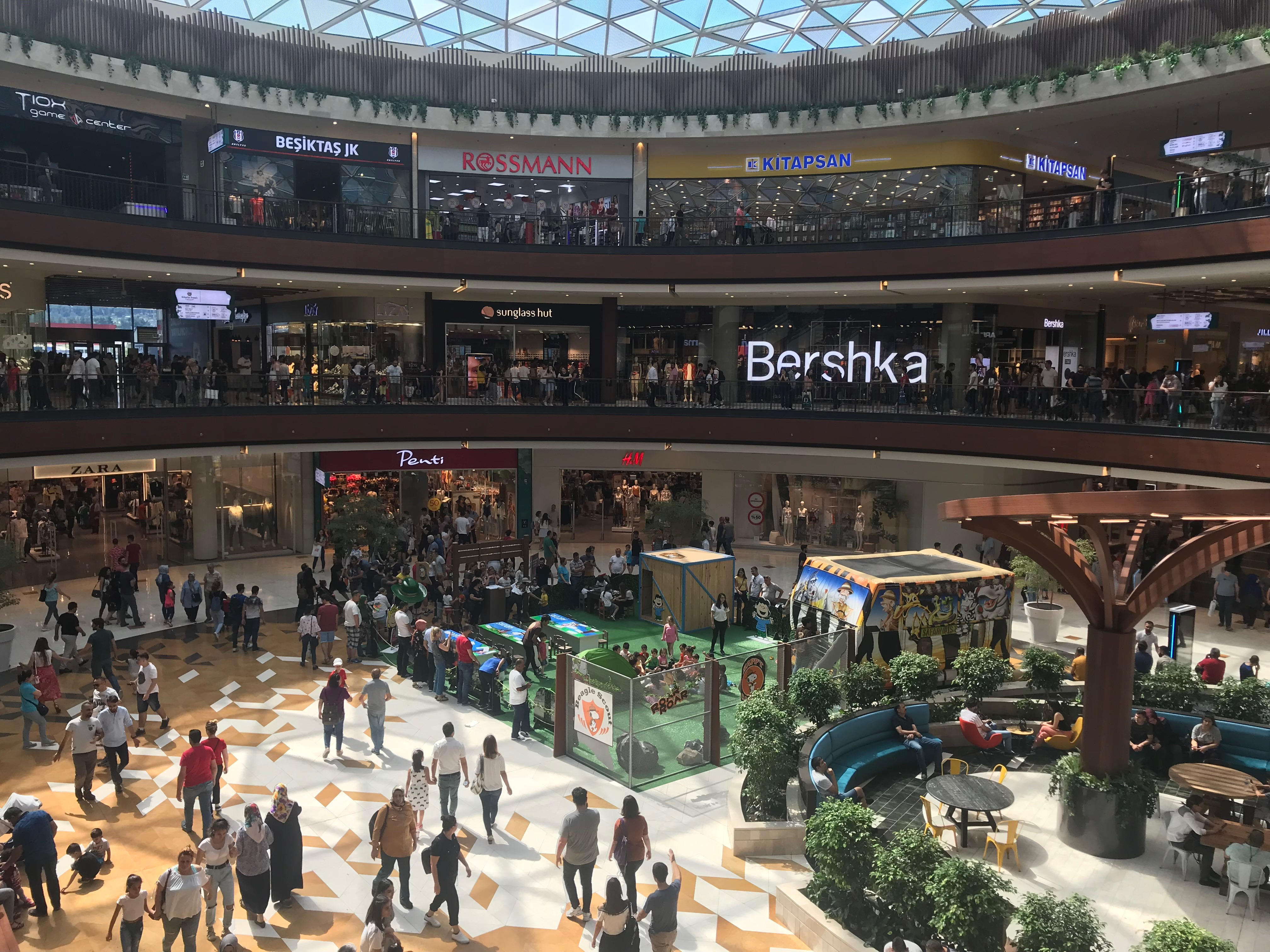
A view of the interior of İzmir Optimum in Gaziemir, İzmir.

Il distretto di Gaziemir (in turco Gaziemir ilçesi) è uno dei distretti della provincia di Smirne, in Turchia.